# Olli Ohtonen
Olli Juhani Ohtonen (* 27. April 1979 in Helsinki) ist ein ehemaliger finnischer Skilangläufer.

## Werdegang
Ohtonen, der für das Vuokatti Ski Team startete, lief im Dezember 2000 in Orsa sein erstes Rennen im Continental-Cup, welches er auf dem 48. Platz über 15 km klassisch beendete. Bei der Winter-Universiade 2001 in Zakopane gewann er die Silbermedaille über 30 km Freistil. Zudem errang er dort den 19. Platz über 10 km klassisch und den 16. Platz über 10 km Freistil. Sein Debüt im Weltcup hatte er im März 2001 in Borlänge, wo er den 67. Platz über 10 km Freistil belegte. Im selben Monat holte er in Kuopio mit dem 27. Platz im 60-km-Massenstartrennen seine ersten Weltcuppunkte. Bei den nordischen Skiweltmeisterschaften 2003 im Val di Fiemme lief er auf den 41. Platz über 50 km Freistil, auf den 34. Rang im 30-km-Massenstartrennen und auf den 30. Platz im Skiathlon. In der Saison 2003/04 kam er dreimal in die Punkteränge und errang in Pragelato mit dem  16. Platz über 30 km Freistil seine beste Einzelplatzierung im Weltcup. Auch in der folgenden Saison lief er dreimal in die Punkteränge und erreichte mit Platz 83 im Gesamtweltcup sein bestes Gesamtergebnis. Beim Saisonhöhepunkt, den nordischen Skiweltmeisterschaften 2005 in Oberstdorf, belegte er den 42. Platz im Skiathlon, den 28. Rang über 15 km Freistil und den 12. Platz mit der Staffel. In der Saison 2005/06 kam er in Otepää mit dem 29. Platz über 15 km klassisch letztmals in die Punkteränge und lief bei den Olympischen Winterspielen 2006 in Turin auf den 52. Platz im 50-km-Massenstartrennen sowie auf den 48. Rang über 15 km klassisch. Zudem wurde er dort zusammen mit Sami Jauhojärvi, Tero Similä und Teemu Kattilakoski Zehnter in der Staffel. In den folgenden Jahren startete er vorwiegend im Scandinavian-Cup, wobei er zwei Podestplatzierungen errang. Sein letztes Weltcuprennen absolvierte er im November 2009 in Kuusamo, welches er auf dem 72. Platz über 15 km klassisch beendete.

## Teilnahmen an Weltmeisterschaften und Olympischen Winterspielen

### Olympische Spiele
- 2006 Turin: 10. Platz Staffel, 48. Platz 15 km klassisch, 52. Platz 50 km Freistil Massenstart

### Nordische Skiweltmeisterschaften
- 2003 Val di Fiemme: 30. Platz 20 km Skiathlon, 34. Platz 30 km klassisch Massenstart, 41. Platz 50 km Freistil
- 2005 Oberstdorf: 12. Platz Staffel, 28. Platz 15 km Freistil, 42. Platz 30 km Skiathlon

## Weltcup-Gesamtplatzierungen
| Saison  | Gesamt | Gesamt | Distanz | Distanz |
| Saison  | Punkte | Platz  | Punkte  | Platz   |
| ------- | ------ | ------ | ------- | ------- |
| 2000/01 | 4      | 127.   | -       | -       |
| 2001/02 | 9      | 120.   | -       | -       |
| 2003/04 | 23     | 99.    | 23      | 63.     |
| 2004/05 | 29     | 83.    | 29      | 52.     |
| 2005/06 | 10     | 139.   | 10      | 100.    |